# Mauritz Gripenberg

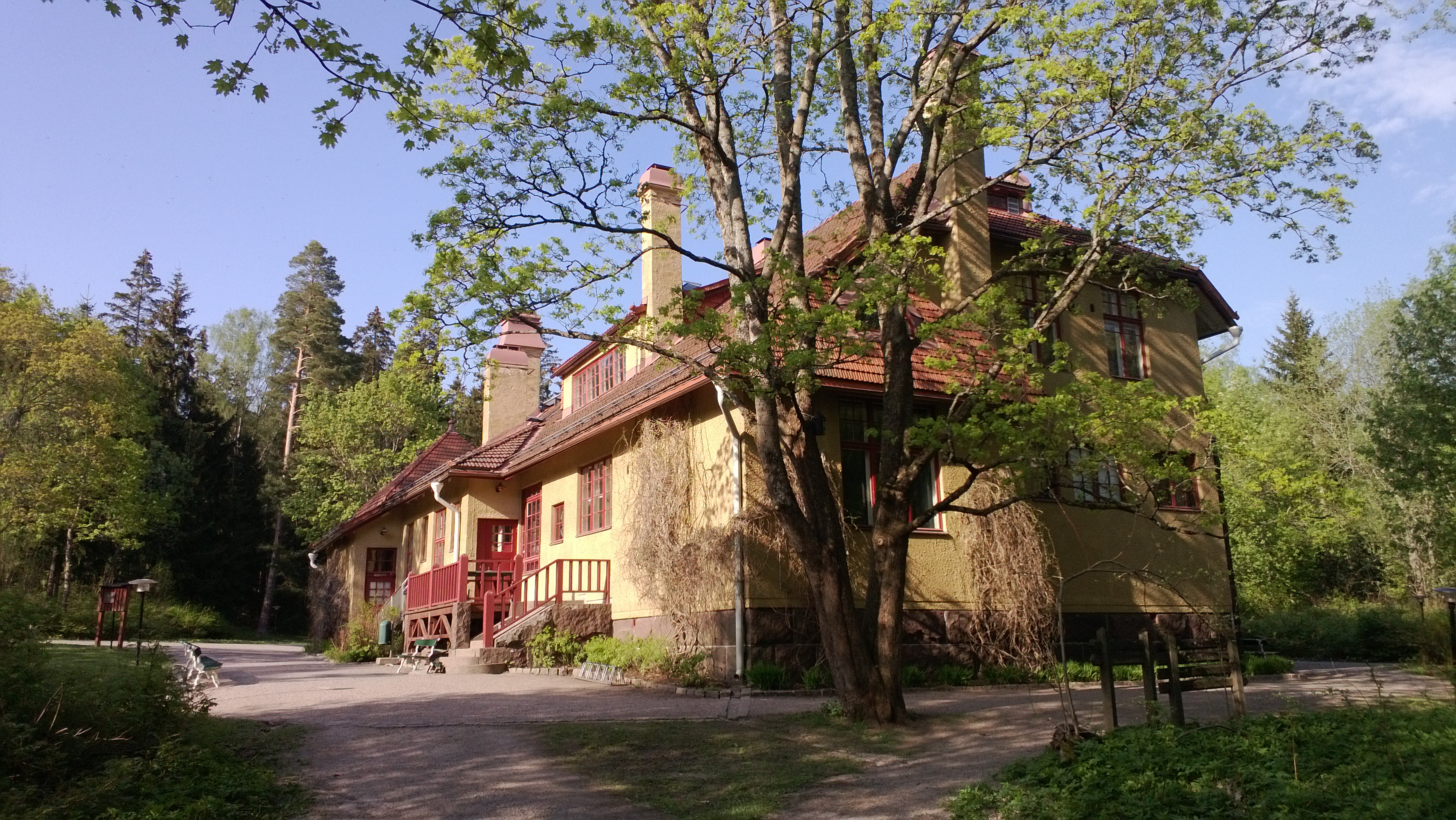
Villa Elfvik.

Alexander Mauritz Sebastian Gripenberg, född 10 januari 1869 i Sankt Petersburg, död 30 december 1925 i Helsingfors, var en finländsk militär och arkitekt. Han var kusins son till Lennart Gripenberg. 
Gripenberg genomgick Finska kadettkåren och blev sedermera attaché vid ryska beskickningen i Stockholm, där han erhöll majors avsked 1897. Han utexaminerades som arkitekt vid Kungliga Konstakademien i Stockholm 1899. Han tjänstgjorde vid överstyrelsen för allmänna byggnaderna 1899–1903, bedrev egen arkitektverksamhet 1903–1908 och var byggnadsinspektör i Helsingfors 1908–1925. Han var dessutom verkställande direktör i konsthantverksföretaget Ab Iris 1900–1902. Han representerade 1917 såväl Aktiva kommittén som Militärkommittén i Berlin, varefter han blev finländsk militärattaché där. 

## Verk i urval
- Unitas Ab:s fastighet Unionsgatan 7/Södra Kajen 6, Helsingfors (1904)
- Villa Elfvik, Esbo (1904)
- Aino, Georgsgatan 12-14, Helsingfors (1906)